# Rio São Domingos (vattendrag i Brasilien, Santa Catarina)
Rio São Domingos är ett vattendrag i Brasilien.   Det ligger i delstaten Santa Catarina, i den södra delen av landet, 1 400 km söder om huvudstaden Brasília.
Omgivningen kring Rio São Domingos är en mosaik av jordbruksmark och naturlig växtlighet. Området är ganska glesbefolkat, med 25 invånare per kvadratkilometer.